# De rovers van het Vrijbos
De rovers van het Vrijbos is een volksverhaal uit de Lage Landen.

## Het verhaal
Tussen Roeselare en Diksmuide in West-Vlaanderen lag het Vrijbos. Het was een sparrenwoud met een enkele zandweg naar de buitenwereld. De Boskanters woonden er, ze waren arm. Tijdens de Franse Revolutie braken slechte tijden aan. De Bende van Salembier, de Bende van Meerssen en de Bende van Schinderhannes waren berucht. In het Vrijbos was Bakelandt met zijn rovers aanwezig. Hij kon lezen en schrijven en sprak een beetje Frans. Behalve rover was hij een moordenaar en zijn bende maakte met hulp van de Boskanters de omgeving onveilig. De naam van Bakelandt werd niet hardop uitgesproken, de Boskanters leurden met bezems langs de huizen en luisterden naar alle kletspraat en gaven hun ogen de kost. Als de Boskanters een buit hadden gezien, kwamen mannen met zwart gemaakte koppen het enkele dagen later halen.
Lowieke de speelman had een rijke fantasie, hij tekende een gruwelijke tronie in een krans van prentjes. Hij dichtte een lied van wel twintig coupletten en trekt langs kermissen en rolt zijn schilderij uit. Met zijn viool zingt hij dan het lied van Bakelandt en zijn vrouw wijst met een stok de prentjes aan. De mensen verdringen zich om de kar, niemand zegt iets. Als het lied afgelopen is, biedt hij de tekst te koop aan. Er komt een bijgeloof rond de moordenaar, hij zou bovennatuurlijke gaven hebben en kan zichzelf onzichtbaar maken. De duivel is zijn bondgenoot en de mensen zwijgen daarom. De gendarmerie komt echter steeds meer in actie en in het lied wordt verteld over de arrestatie van de waard en bazin van de herberg 't Meiboomke. 
Als Lowieke en zijn vrouw van een kermis terugkeren, komen twee mannen achterop en deze vragen het lied nogmaals te zingen. De vrouw antwoordt dat dit slechts voor een duit gebeurt, waarna ze in de greppel wordt geslagen. Lowieke wordt afgerost en als hij bijkomt is zijn geld verdwenen. De planken en wielen van de kar liggen over de weg en het schilderij is verscheurd. Alle losse blaadjes met het vers zijn meegenomen, Bakelandt had de kermis in eigen persoon bezocht. De roverhoofdman laat de bende de woorden uit het hoofd leren en ze zingen als lijsters. Ze zijn trots op hun kwalijke roem, maar laten het couplet over hun trawanten uit 't Meiboomke weg. 
Bakelandt heeft echter de blunder van zijn leven gemaakt, op de kermis liep hij niet met zwart gemaakt gezicht. De speelman en zijn vrouw zijn voor dood achtergelaten, maar leven nog. De speelman is geen arme Boskanter of bange boer. De kunstenaar is boos, zijn schilderij is verscheurd en zijn viool is stukgeslagen. Lowieke hinkt daarom naar de gendarmerie en tekent een portret van Bakelandt. Drieëntwintig trawanten eindigen net als Bakelandt onder de guillotine in 1804. De Boskanters worden weer bezembinder, arm maar zonder moord of doodslag. Lowieke maakt een passend slot aan zijn lied over Bakelandt.